# Trinomys dimidiatus
Trinomys dimidiatus là một loài động vật có vú trong họ Echimyidae, bộ Gặm nhấm. Loài này được Günther mô tả năm 1876.

## Hình ảnh

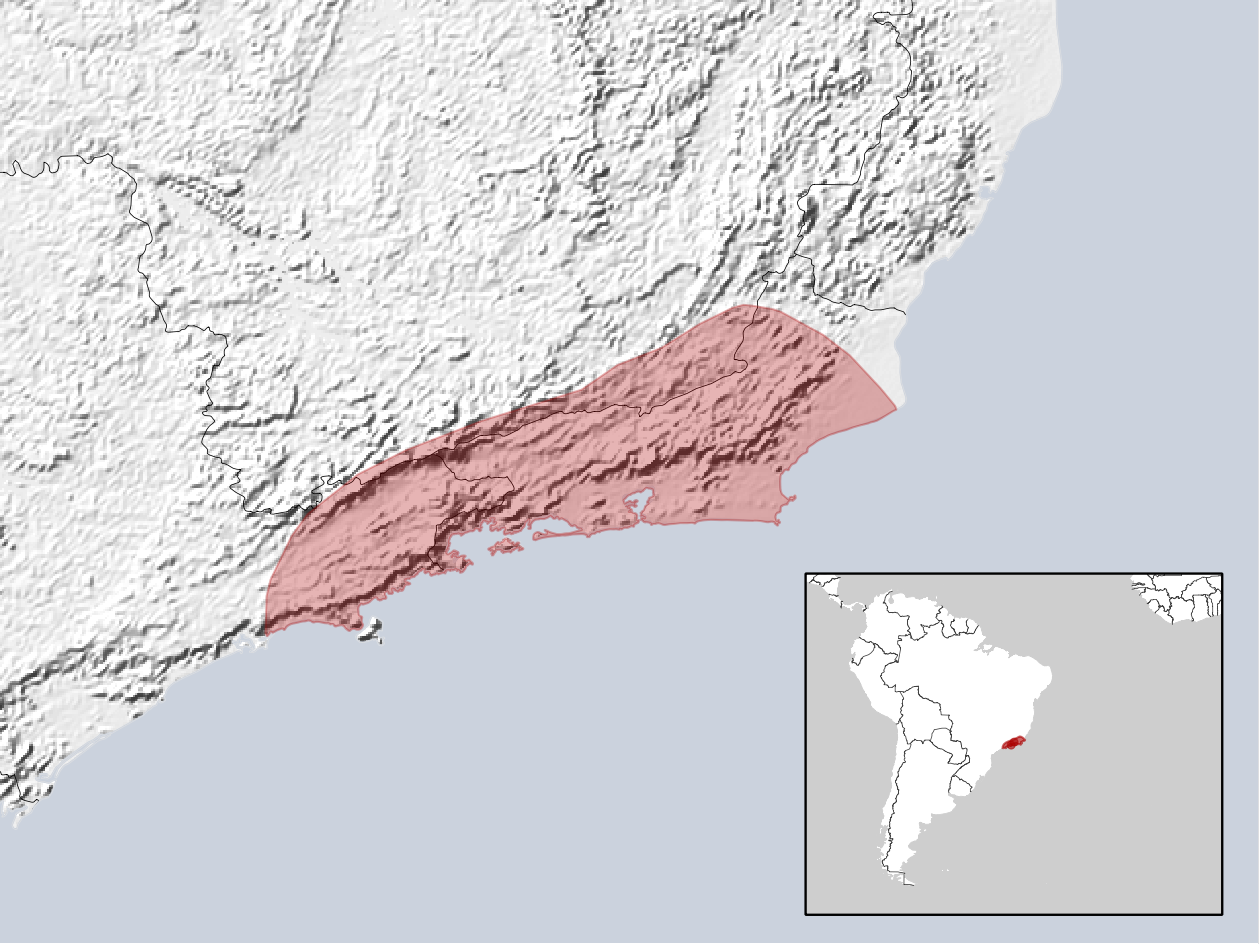